# Brochiloricaria chauliodon
Brochiloricaria chauliodon är en fiskart som beskrevs av Isbrücker, 1979. Brochiloricaria chauliodon ingår i släktet Brochiloricaria och familjen Loricariidae. Inga underarter finns listade.